# 戚元德
戚元德（1905年—1974年），又名戚慕贞，女，湖北武汉人，中华人民共和国政治人物，曾任第三届全国人大代表，第三届全国政协委员。吴德峰夫人。